# 시몽 고지

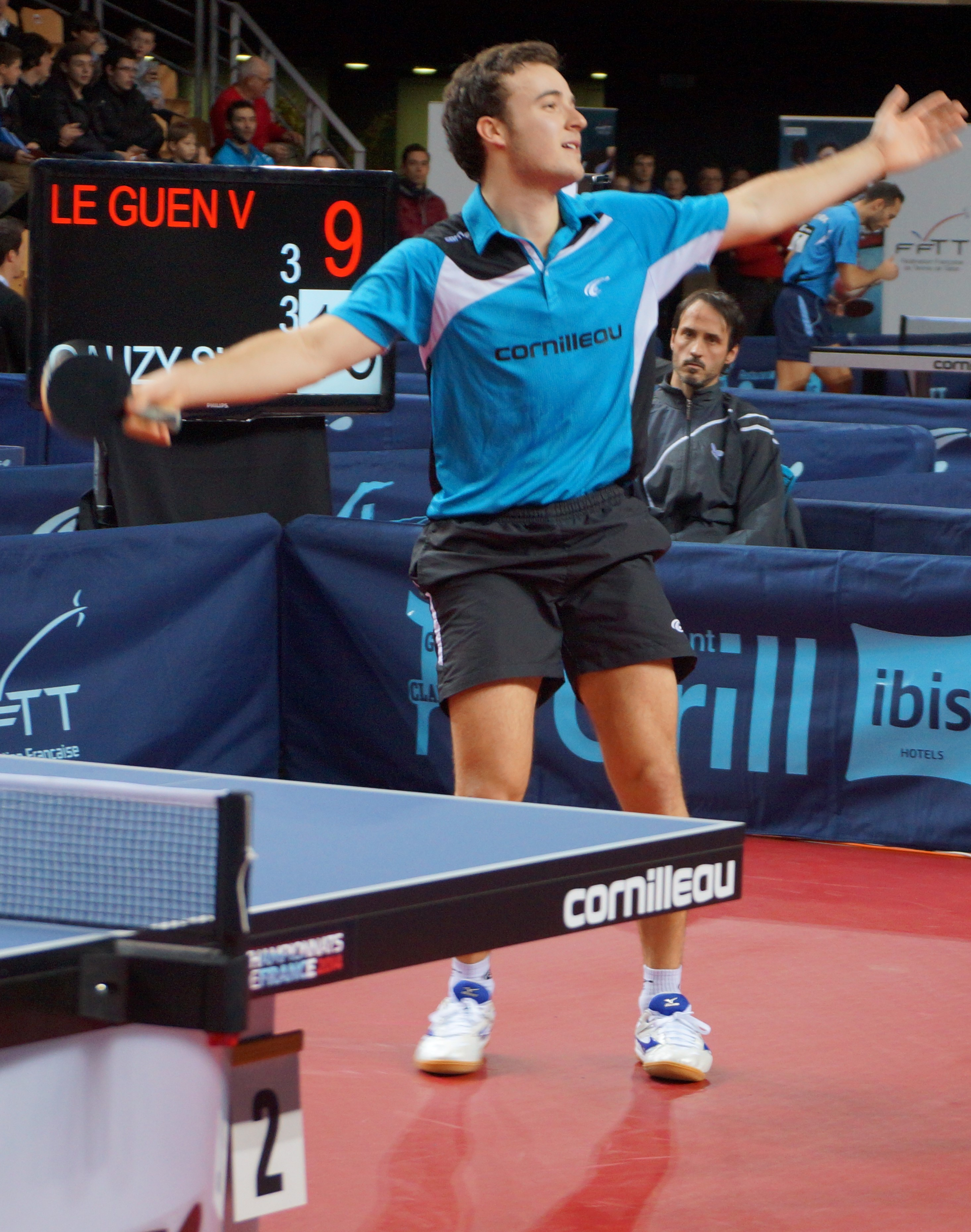
2014년의 고지

시몽 고지(Simon Gauzy, 1994년 10월 25일~)는 프랑스의 탁구 선수이다. 2013년 프랑스 탁구 선수권 대회에서 우승하였다.